# Rußhütte (Saarbrücken)
Rußhütte ist ein Distrikt im Norden der Kernstadt Saarbrücken und gehört zum Stadtteil Malstatt.

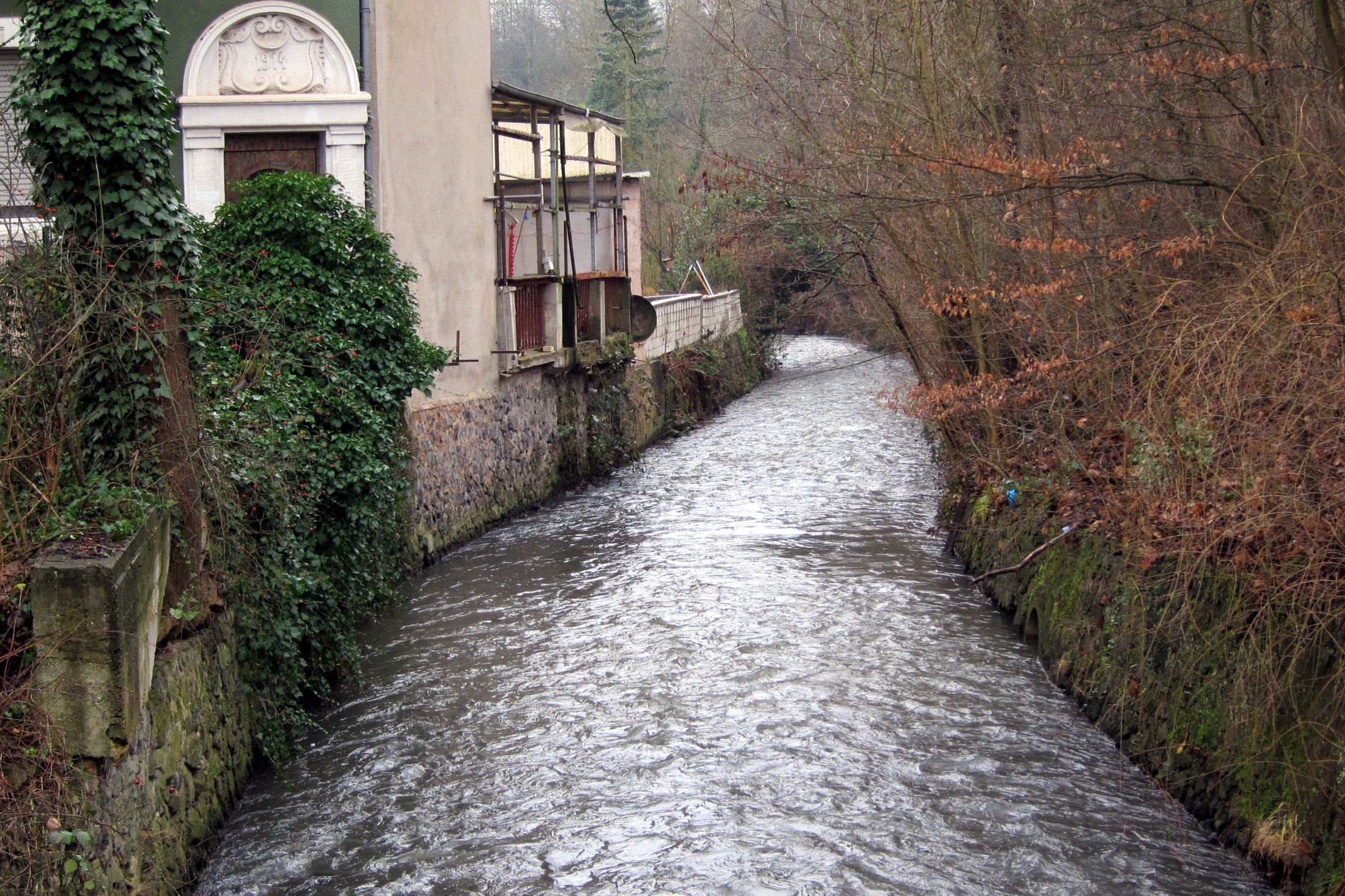
Der Fischbach in Malstatt-Rußhütte

In Rußhütte leben 2537 Personen (Stand: 31. Januar 2018). Rußhütte grenzt im Südwesten an die Malstatter Distrikte Rastpfuhl und Jenneweg, im Süden an den Malstatter Distrikt Unteres Malstatt und im Südosten an den Malstatter Distrikt Rodenhof. Im Norden erstreckt sich Rußhütte weit in den Saarkohlenwald hinein und hat dort eine Grenze zu den Stadtteilen Burbach, Herrensohr und Jägersfreude sowie zu den Gemeinden Riegelsberg und Sulzbach.
Durch Rußhütte fließt der Fischbach.
Der ehemalige Bahnhof Schleifmühle der Fischbachtalbahn ist heute stillgelegt.

## Geschichte
Die Anfänge des Ortes gehen auf eine Glashütte zurück. Der Glasmachermeister August Guthmann erhielt am 28. Juli 1721 von Graf Karl Ludwig von Nassau-Saarbrücken die Erlaubnis, eine Glashütte zu errichten und acht Familien anzusiedeln. Auf Guthmann (etwa 1724–1728) folgten die Glasmachermeister Eberhard, Wenzel und Wenzel (1729–1748). Nachdem die Glashütte Ende 1747 ihren Betrieb eingestellt hatte, schlug Kammerrat Röchling vor, das Gelände zur Anlegung eines Hofes zur Aufzucht von Rindern und Schweinen zu verwenden. Der Vorschlag kam 1748 zur Ausführung und ein Hof (der spätere Rußhütter Hof) wurde angelegt und an den Kaufmann Pierre Joseph Gouvy verpachtet (1748–1757). Schließlich legte 1757 der fürstliche Kammerrat Georg Philipp Heuß eine Rußhütte an, die 1759 um eine Fabrik zur Herstellung von Pech, Harz, Öl, Spiritus und Wagenschmiere erweitert wurde.
Die am 31. Januar 1816 eingerichtete preußische Bürgermeisterei Saarbrücken umfasste die Städte Saarbrücken und St. Johann sowie die Landgemeinden Malstatt, Burbach, Russhütte und Brebach-Halberg.

## Kirchen
Evangelisch

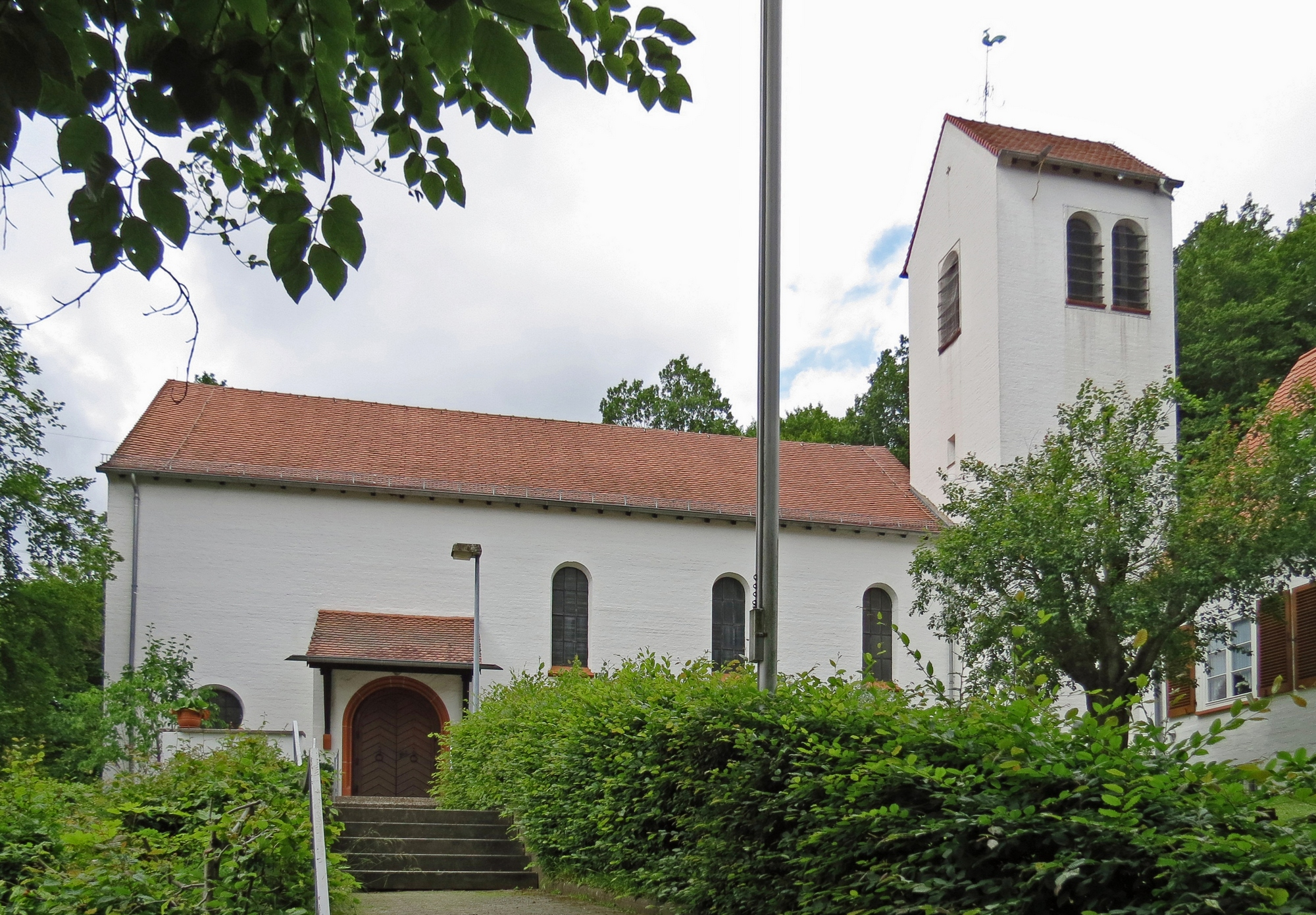
Ev. Kirche, Malstatt-Rußhütte

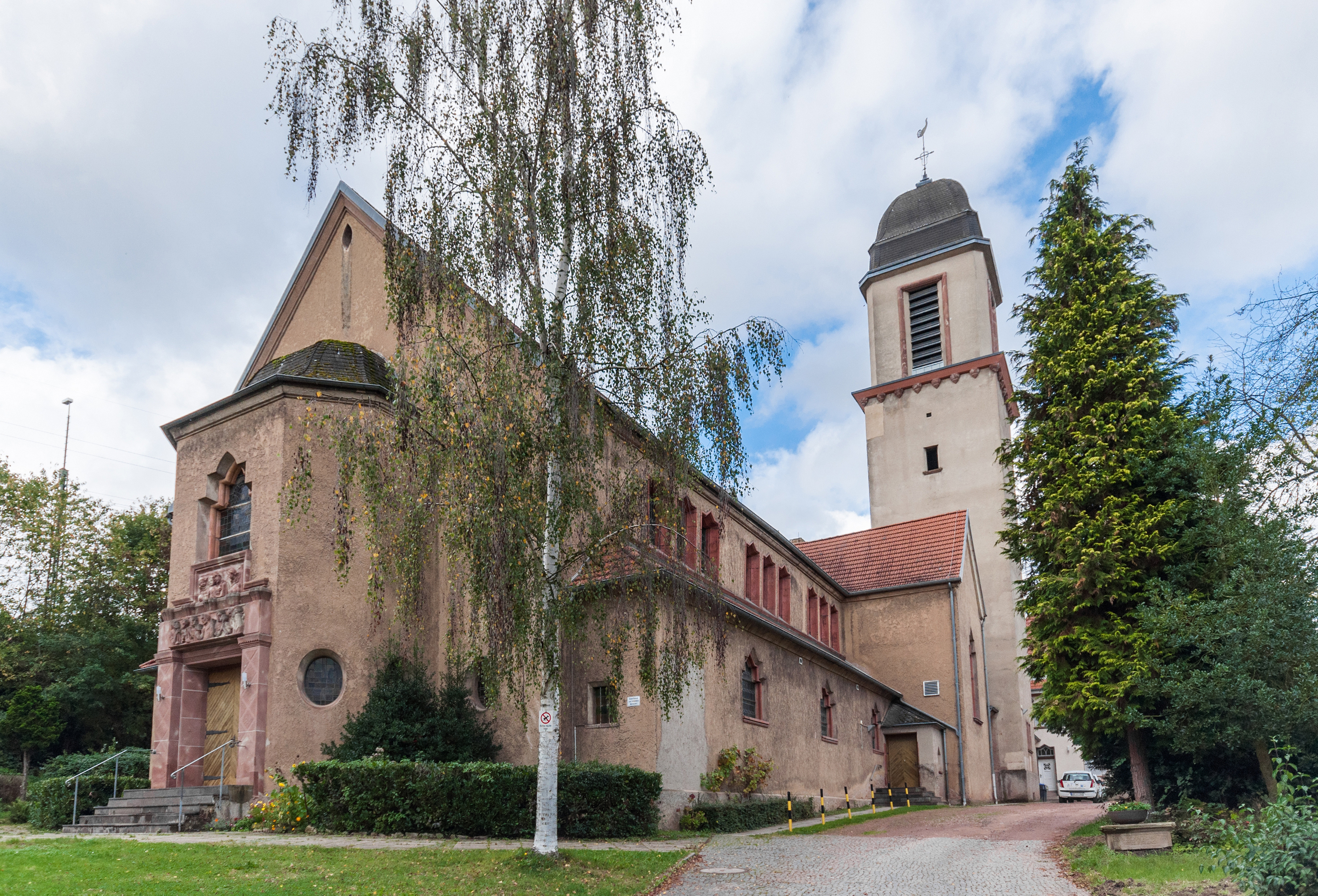
Kath. Kirche St. Marien, Malstatt-Rußhütte

Die Evangelische Kirche Rußhütte gehört zur Gemeinde Malstatt. Sie wurde im Jahr 1935 von dem Saarbrücker Architekten Rudolf Krüger erbaut. Der nüchterne Saalbau hat im Untergeschoss einen Gemeindesaal. Auf der Empore der Kirche wurde im Jahr 1985 eine Orgel der Firma Walcker, die im Jahr 1965 für eine Kirche in Thailen bei Weiskirchen erbaut wurde, installiert.
Katholisch
Die katholische Pfarrkirche St. Marien wurde von den Mainzer Architekten Ludwig Becker und Anton Falkowski entworfen und nach einjähriger Bauzeit am 8. Mai 1927 eingeweiht. Am 13. Januar 1945 wurde das Kirchengebäude durch Bomben schwer beschädigt, nach dem Krieg wieder aufgebaut und im Jahr 1949 neu eingeweiht. Im Jahr 1954 wurde die Apsis der Kirche mit einem Mosaik, das eine Marienkrönung darstellt, ausgestattet. Die Kirche hat eine zweimanualige Orgel aus den 1950er Jahren, erbaut von der Orgelbauwerkstatt Hugo Mayer in Heusweiler. Patronatsfest der Kirche ist der 15. August, der Tag Mariä Himmelfahrt.